# Wilhelm Borgmann (Forstwissenschaftler)
Wilhelm Borgmann (* 21. Juni 1869 in Klostermühle Klarenthal bei Wiesbaden; † 26. Juli 1931 in Gießen) war ein deutscher Forstwissenschaftler.

## Leben
Borgmann studierte an der Forstakademie Eberswalde und an den Universitäten in Berlin, Freiburg und München. 1897 promovierte er an der Universität München. Ab 1903 wirkte er als Dozent in Eberswalde und von 1909 bis 1911 arbeitete er als preußischer Oberförster in Kastellaun. Von 1911 bis 1917 lehrte Borgmann als Professor für Forstwirtschaft und Leiter der Ertragskundlichen Abteilung der Sächsischen Forstlichen Versuchsanstalt an der Forstlichen Hochschule Tharandt. Ab 1917 lehrte er an der Universität Gießen.
Borgmann war Herausgeber und Mitarbeiter der Zeitschrift „Der Forstschutz“.

## Werke (Auswahl)
- Die Forstwirtschaft im Kriege, in: Bastian Schmid (Hrsg.), Deutsche Naturwissenschaft.
- Die Mitwirkung der deutschen Forstwirtschaft an den Aufgaben der Volksernährung im Kriege, Berlin: Parey, 1916.